# Lumbricillus brunoi
Lumbricillus brunoi é uma espécie de anelídeo pertencente à família Enchytraeidae.
A autoridade científica da espécie é Martinez-Ansemil, tendo sido descrita no ano de 1982.
Trata-se de uma espécie presente no território português, incluindo a sua zona económica exclusiva.